# Abdelkrim Zouari
Abdelkrim Zouari (sinh ngày 14 tháng 7 năm 1989 ở Saïda) là một cầu thủ bóng đá người Algérie thi đấu ở vị trí tiền đạo cho USM Bel Abbès.

## Danh hiệu

### Câu lạc bộ
USM Bel Abbès
- Cúp bóng đá Algérie: 2018